# Reformierte Kirche Valchava

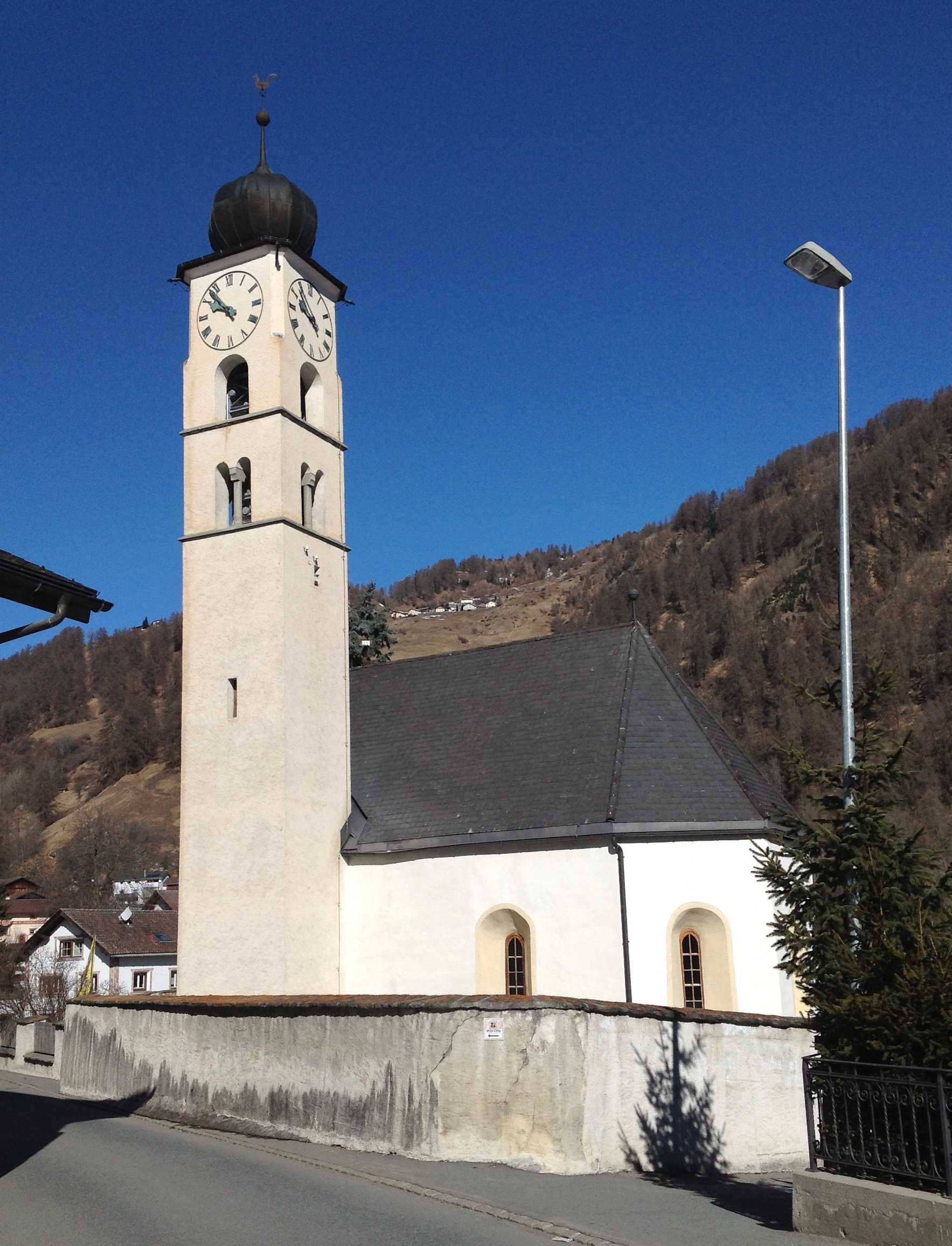
Die reformierte Kirche in Valchava

Die reformierte Kirche in Valchava im bündnerischen Val Müstair ist ein evangelisch-reformiertes Gotteshaus unter kantonalem Denkmalschutz.

## Geschichte und Ausstattung
Ersturkundlich bezeugt ist die Kirche 1460 unter dem Patrozinium des Martin von Tours. Im Lauf der Jahrhunderte erfuhr der spätgotische Bau zahlreiche Restaurierungen, letztmals im Kircheninneren 1990.
Das Kirchenschiff zeigt sich gewölbt mit einem eigentümlichen, weil trapezartig geformten Chor und einer Hausorgel aus der zweiten Hälfte des 18. Jahrhunderts. Der Turm mit Zwiebelhaube und zweigeschossiger Glockenstube schliesst im Süden an die Fassade an.

## Kirchliche Organisation
Valchava bildete jahrzehntelang mit Santa Maria V.M. und der Diaspora in Müstair eine Kirchgemeinde. Die Evangelisch-reformierte Landeskirche Graubünden führt seit 2013 eine fusionierte Gesamtkirchgemeinde Val Müstair.

## Galerie

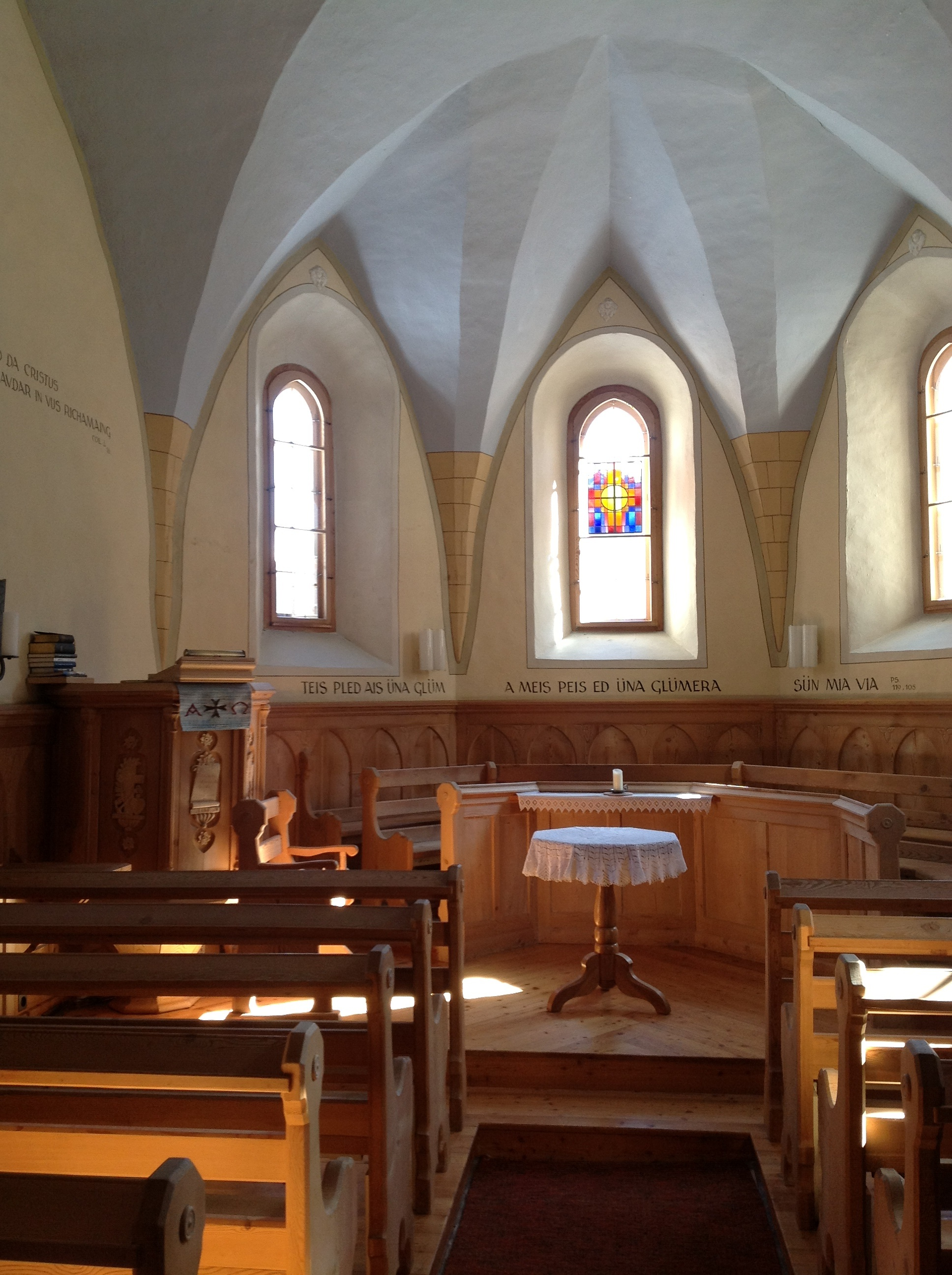
Innenraum
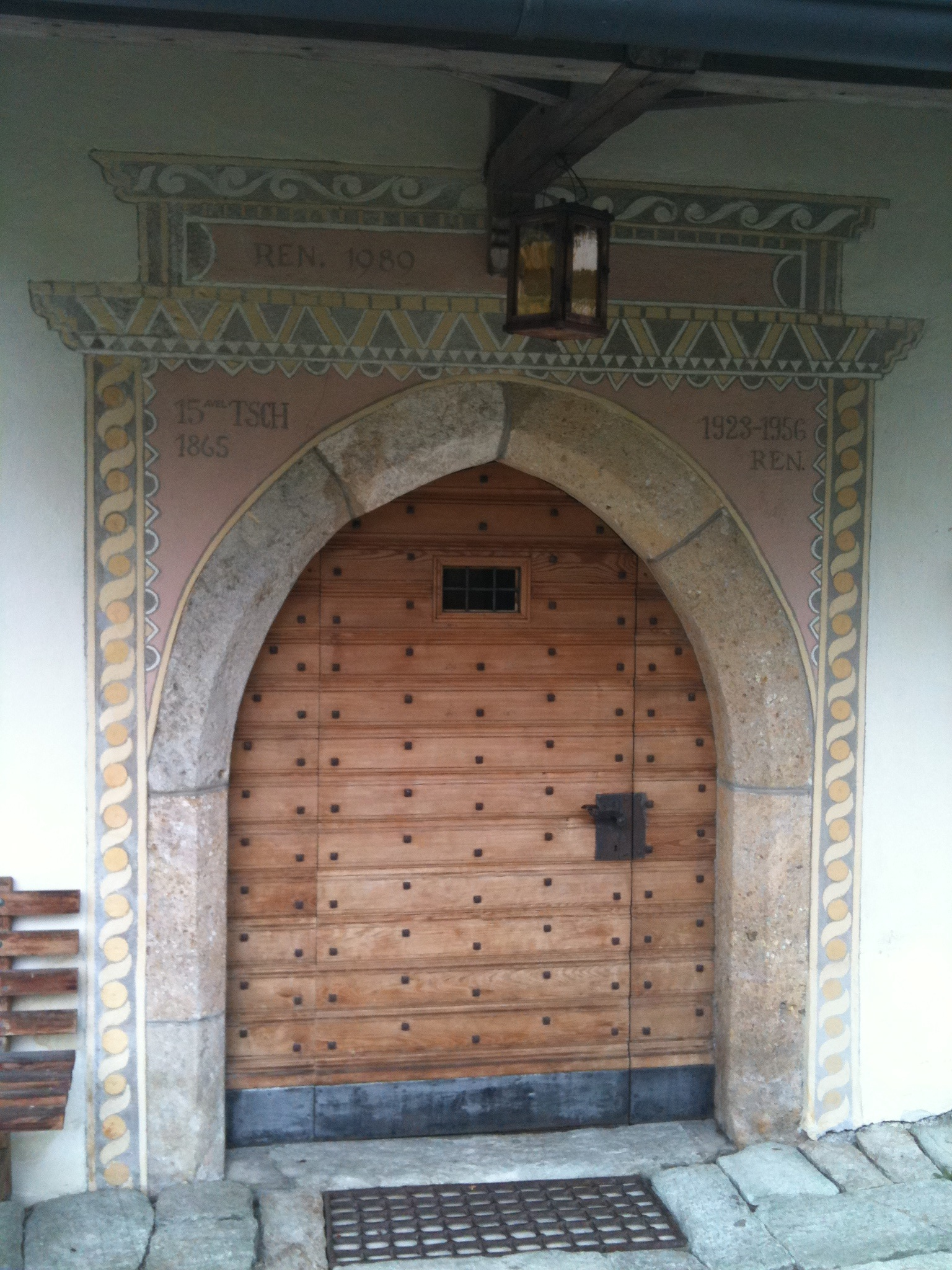
Portal
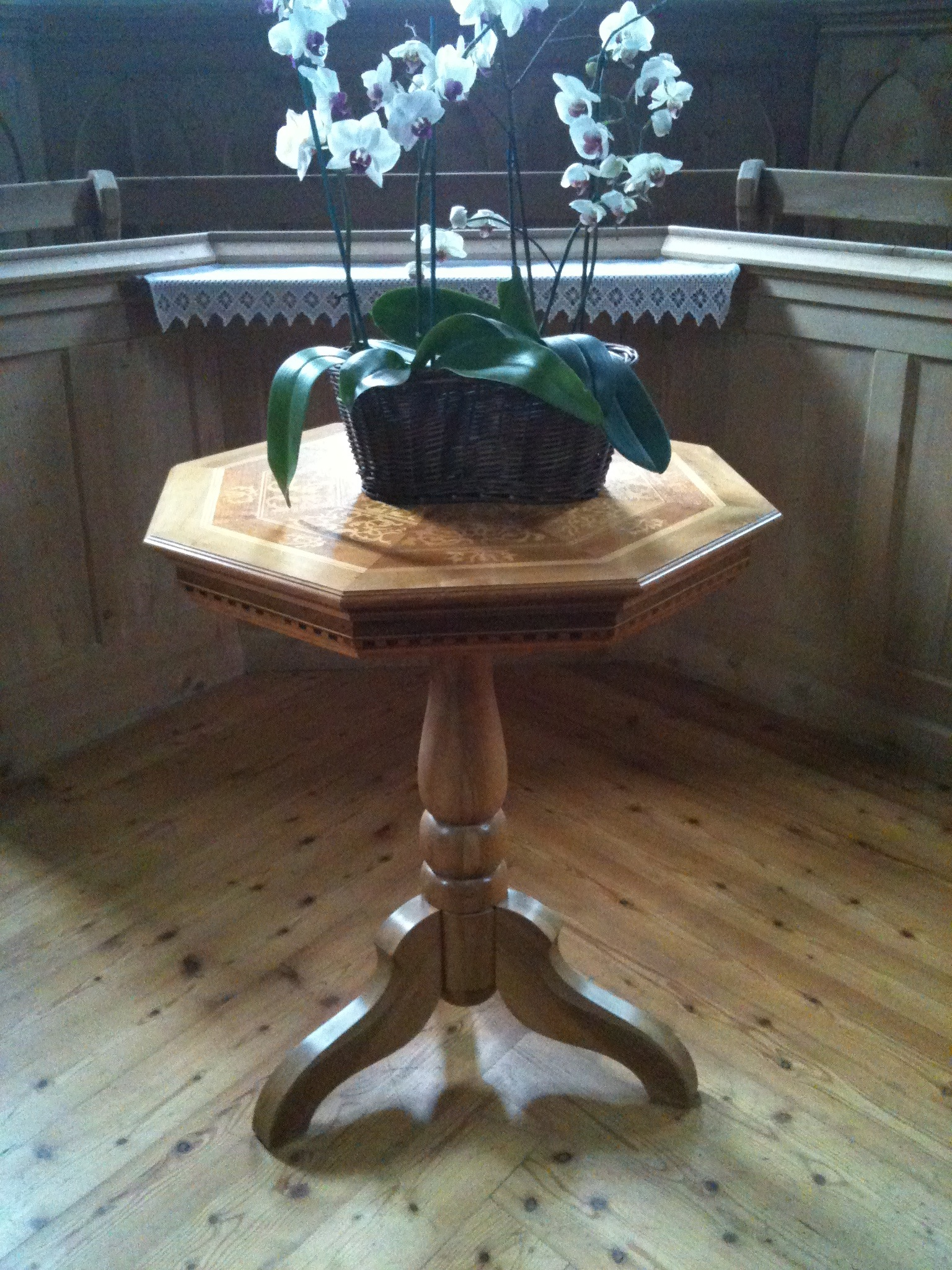
Tauf- und Abendmahlstisch
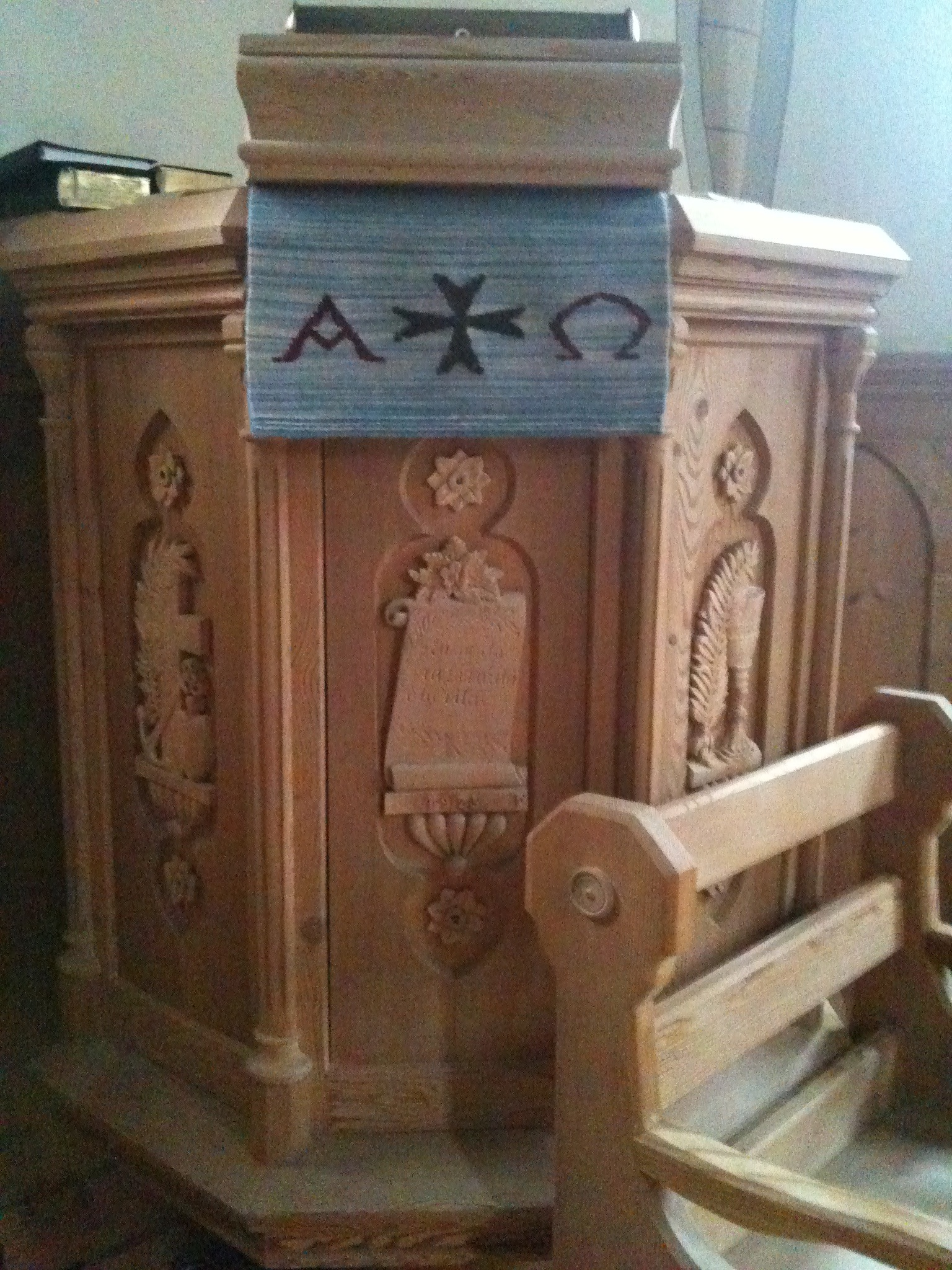
Kanzel
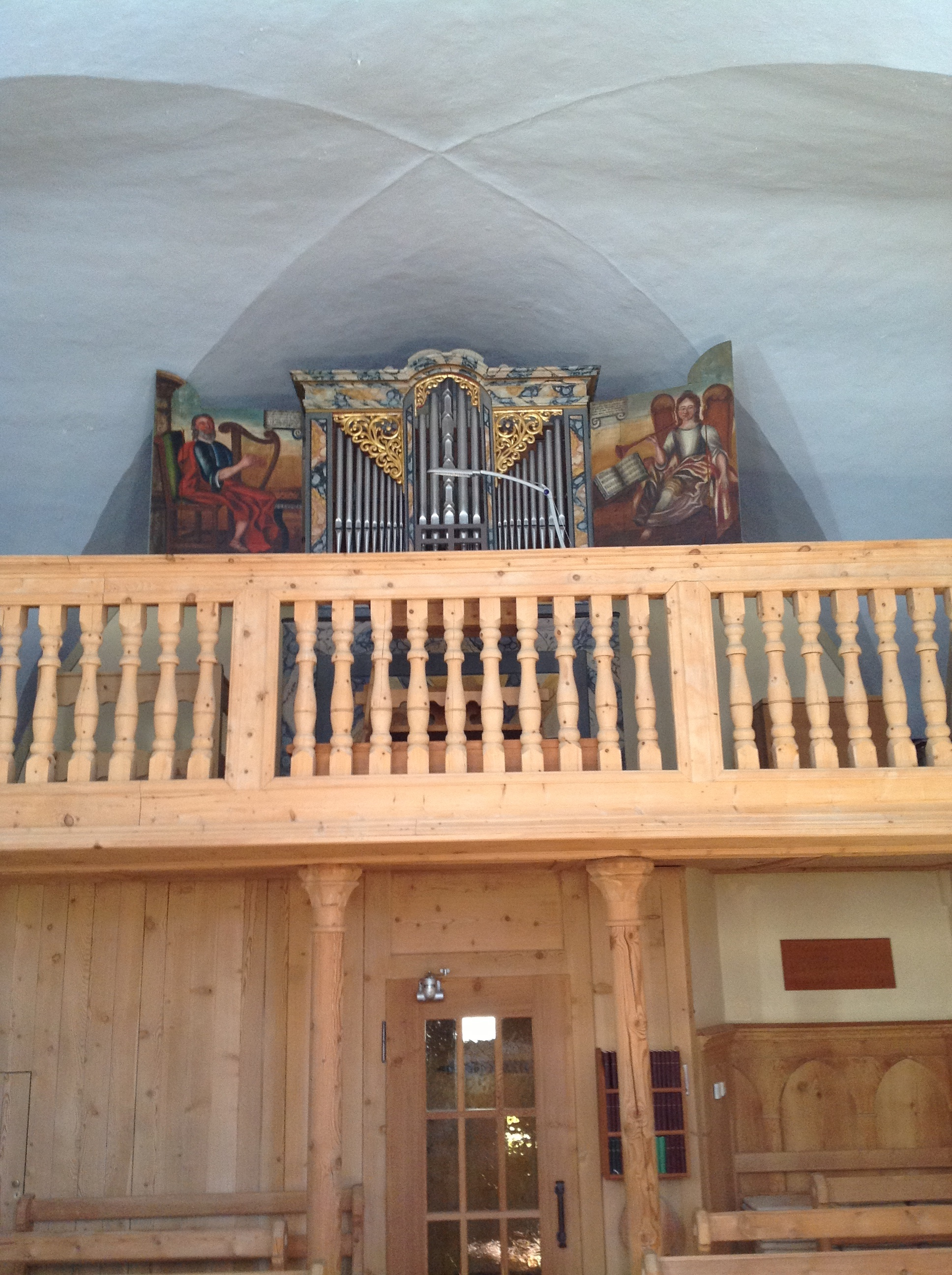
Orgel
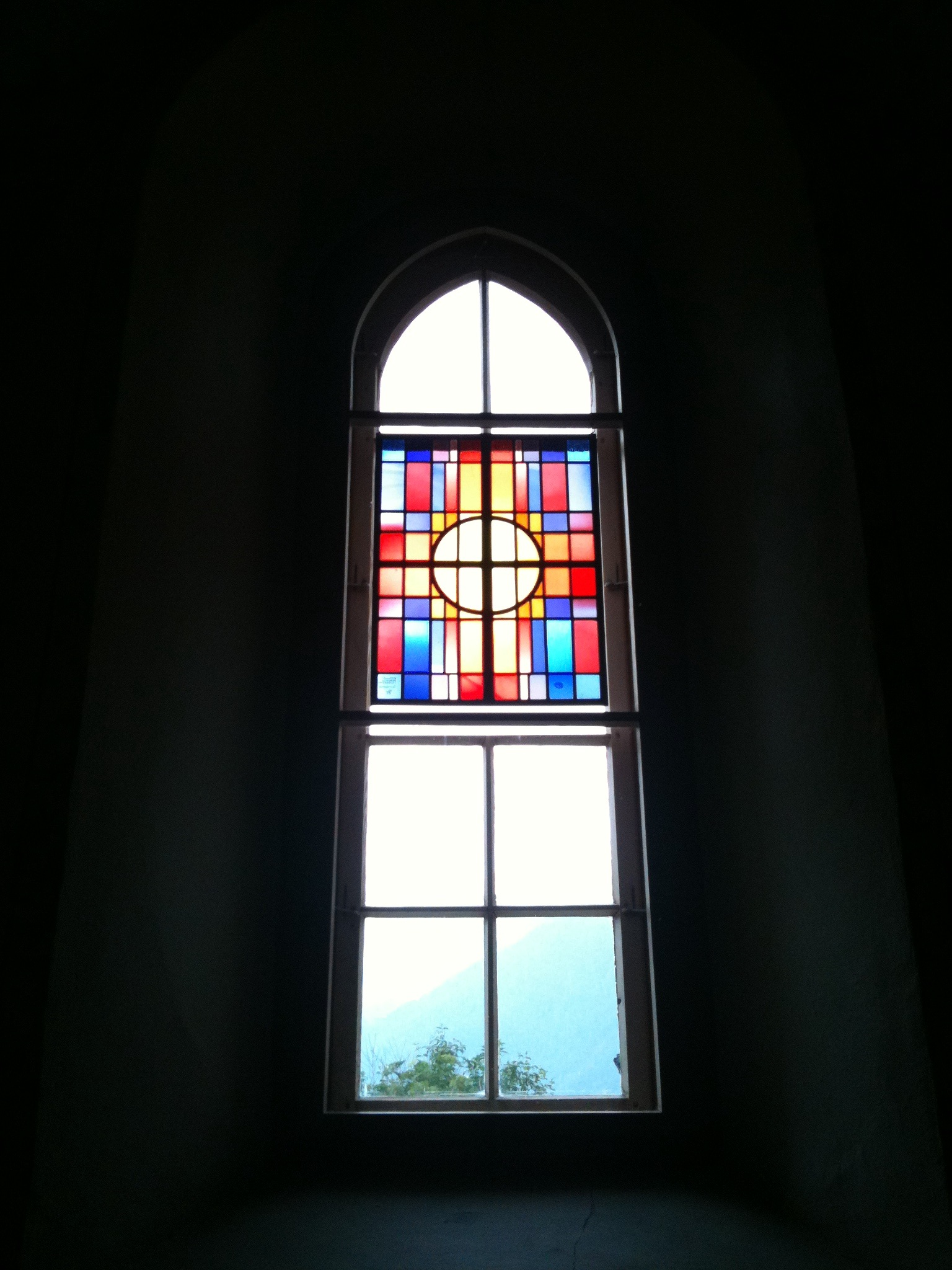
Modernes Glasfenster
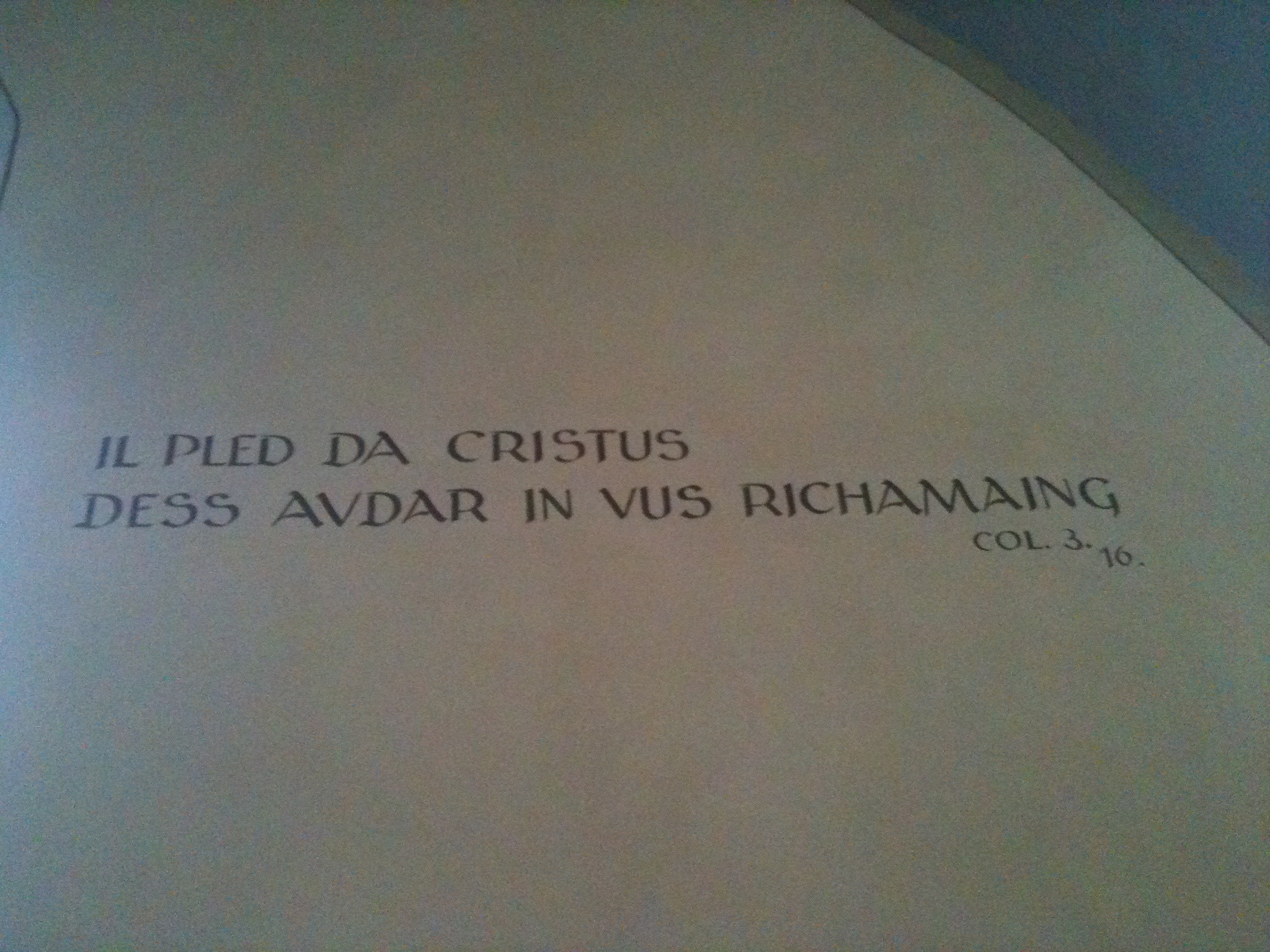
Biblischer Wandspruch bei der Kanzel auf Vallader: «Das Wort von Christus soll reichlich unter euch wohnen (Kolosser 3,16)»